# 李敖 (快手用户)
李敖（1993年12月—），网名李勇敢，女，是一位来自中華人民共和國内蒙古自治区牙克石市的聋哑人，3岁时由于发烧注射链霉素而导致聋哑。目前她在当地农村商业银行担任保洁员，同时在空闲时间兼职摆摊卖玩具，以及开网店出售呼伦贝尔牛肉干等内蒙古特产。

## 经历
2017年，李敖成为一名快手用户并上传了數支影片，讲述了自己的经历和现状。2018年，李敖在快手上认识了来自辽宁省辽阳市的失聪少年的马昊然，后成为恋人。不少快手网友被李敖的励志经历和这段恋情感动，称这是「快手最美的异地恋网红」。
2019年1月，在席然的导演下，快手根据李敖和马昊然的真实故事拍摄出品了《我叫李勇敢》这一电影短片，快手的代言人黄渤也是故事的推荐人。